# Lexington Battle Green
Lexington Battle Green, también conocido como Lexington Common, es el histórico pueblo común de Lexington, en el estado de Massachusetts (Estados Unidos). Fue en este sitio donde se dispararon los disparos iniciales de las Batallas de Lexington y Concord el 19 de abril de 1775, lo que dio inicio a la Guerra de Independencia de los Estados Unidos. En la actualidad es un parque público y un Monumento Histórico Nacional.

## Historia
A diferencia de muchas otras ciudades, Lexington no reservó un área común separada al ser trazada. En 1711, sus habitantes recaudaron fondos por suscripción y compraron 1 ha de tierra como campo de entrenamiento de milicias. Esto fue ampliado por un acre en 1722. El terreno común es una parcela de tierra triangular, delimitada por Massachusetts Avenue, Bedford Street y Harrington Road, y está ubicado justo al noroeste del centro comercial de Lexington. La Taberna Buckman, una de las tabernas locales más concurridas de la zona, se encuentra al otro lado de Bedford Street; también es un Monumento Histórico Nacional.
El 19 de abril de 1775, los milicianos locales emergieron de la veciana Taberna Buckman al campo común y formaron dos filas en el campo común para enfrentarse a las tropas británicas que llegaban. Los milicianos sufrieron las primeras bajas de la Revolución de las Trece Colonias.

## Descripción
El campo de batalla, ahora un parque público, es una extensión cubierta de hierba con algunos árboles maduros. Hay varios monumentos en los márgenes del común, el más icónico es la estatua que representa al Capitán John Parker, el líder de la milicia de Lexington, que se encuentra en su esquina este. Fue erigido en 1900 por legado de Francis Brown Hayes, y fue esculpido por el artista de Massachusetts Henry Hudson Kitson.

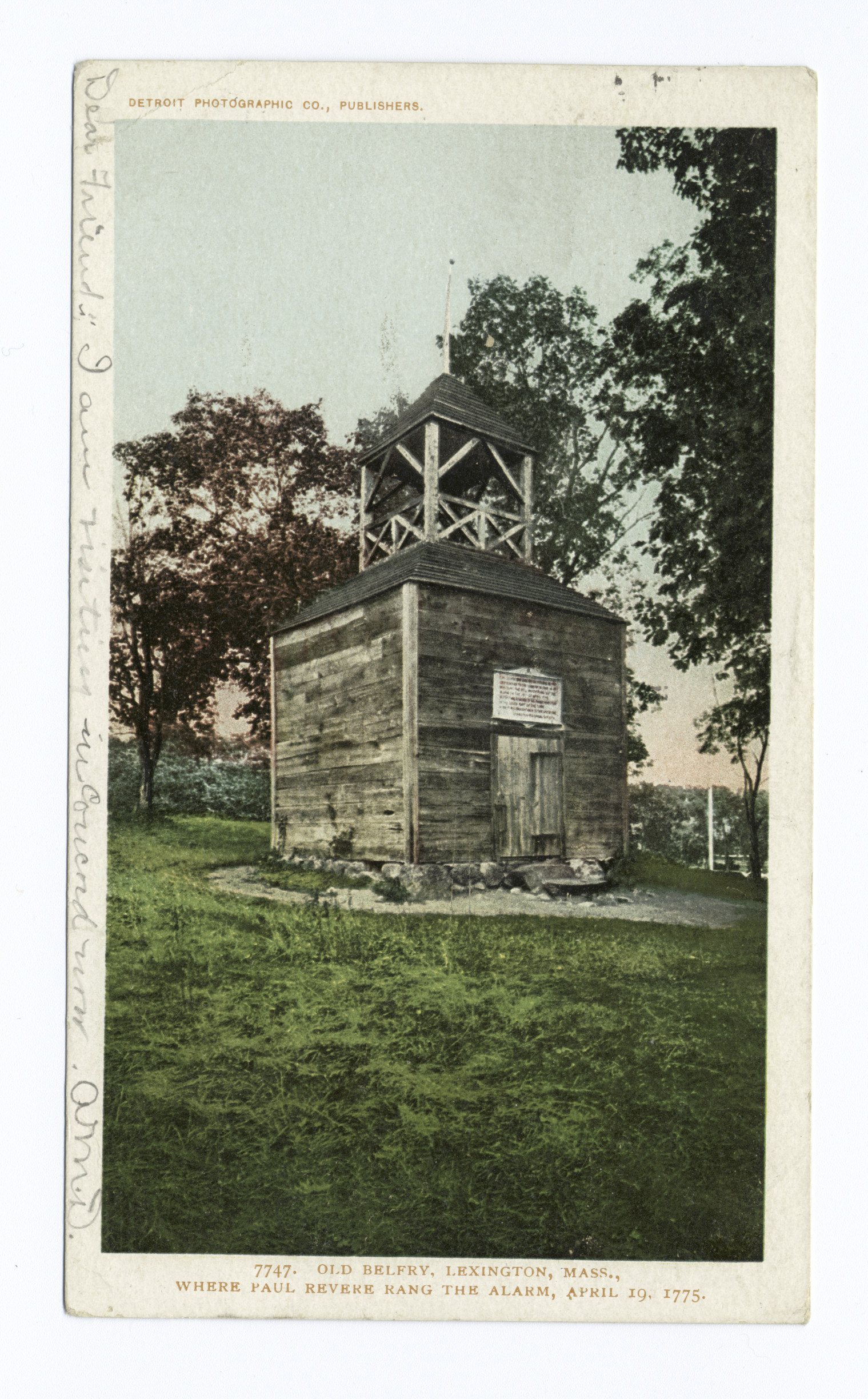
El antiguo campanario hacia 1900

Una placa de bronce, colocada en 1910 por las Daughters of the American Revolution, marca la ubicación original del Viejo Campanario. El campanario se movió varias veces antes de ser destruido por un vendaval en 1909. Fue reconstruido al año siguiente y ahora está ubicado en una colina al sur del parque. Cerca de la esquina occidental del parque se encuentra lo que se considera el monumento más antiguo a la Revolución: el Monumento a la Guerra Revolucionaria, un obelisco de granito erigido en 1799. En 1835, los restos de siete de los ocho milicianos muertos en la batalla fueron exhumados del cercano Old Burying Ground y vueltos a enterrar dentro de la cerca de hierro del monumento. El monumento también marca el extremo occidental aproximado de la línea Patriot. El extremo este de la línea está marcado con una roca inscrita.
El campo de batalla es uno de los ocho lugares en los Estados Unidos donde la bandera de los Estados Unidos está específicamente autorizada por ley para ondear las veinticuatro horas del día, a través del Código de la bandera de los EE. UU. (4 USC §4-10) permite que la bandera se muestre en cualquier lugar "las 24 horas del día si está debidamente iluminada durante las horas de oscuridad".
Dentro del Centro de Visitantes de Lexington operado por el municipio hay un diorama que representa la Batalla de Lexington.

## Galería

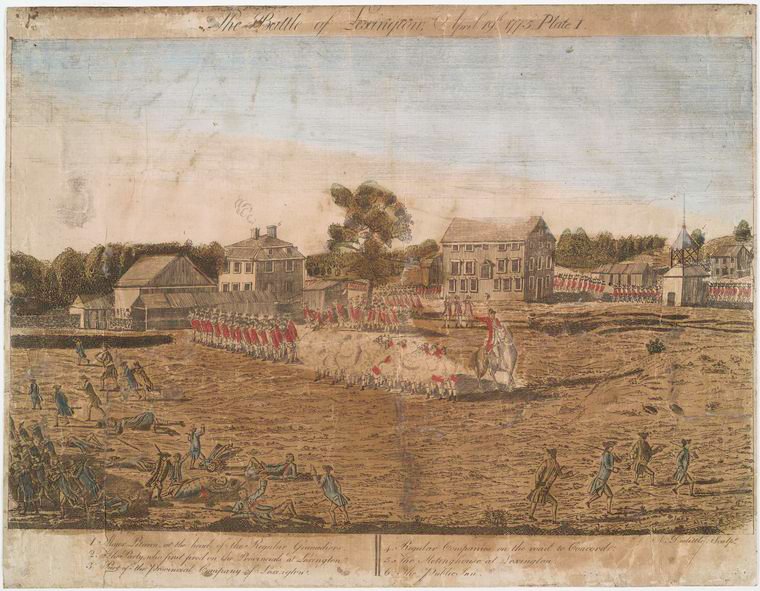
El grabado de Amos Doolittle de la Batalla de Lexington
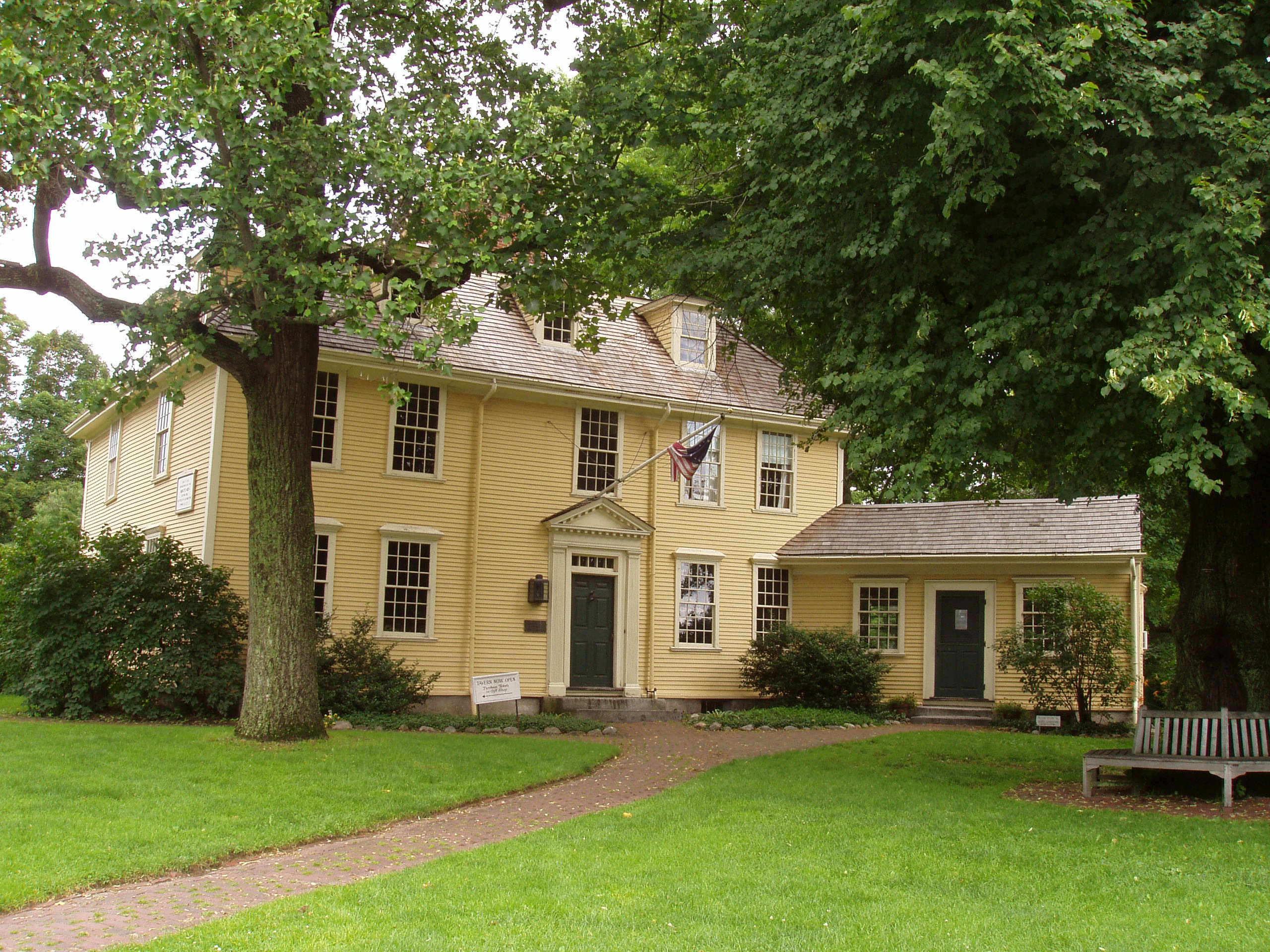
La Taberna Buckman en 2005
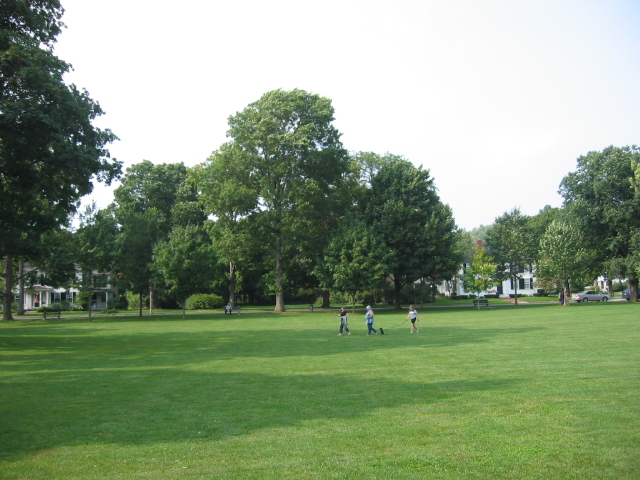
Lexington Battle Green en 2003, mirando al noroeste
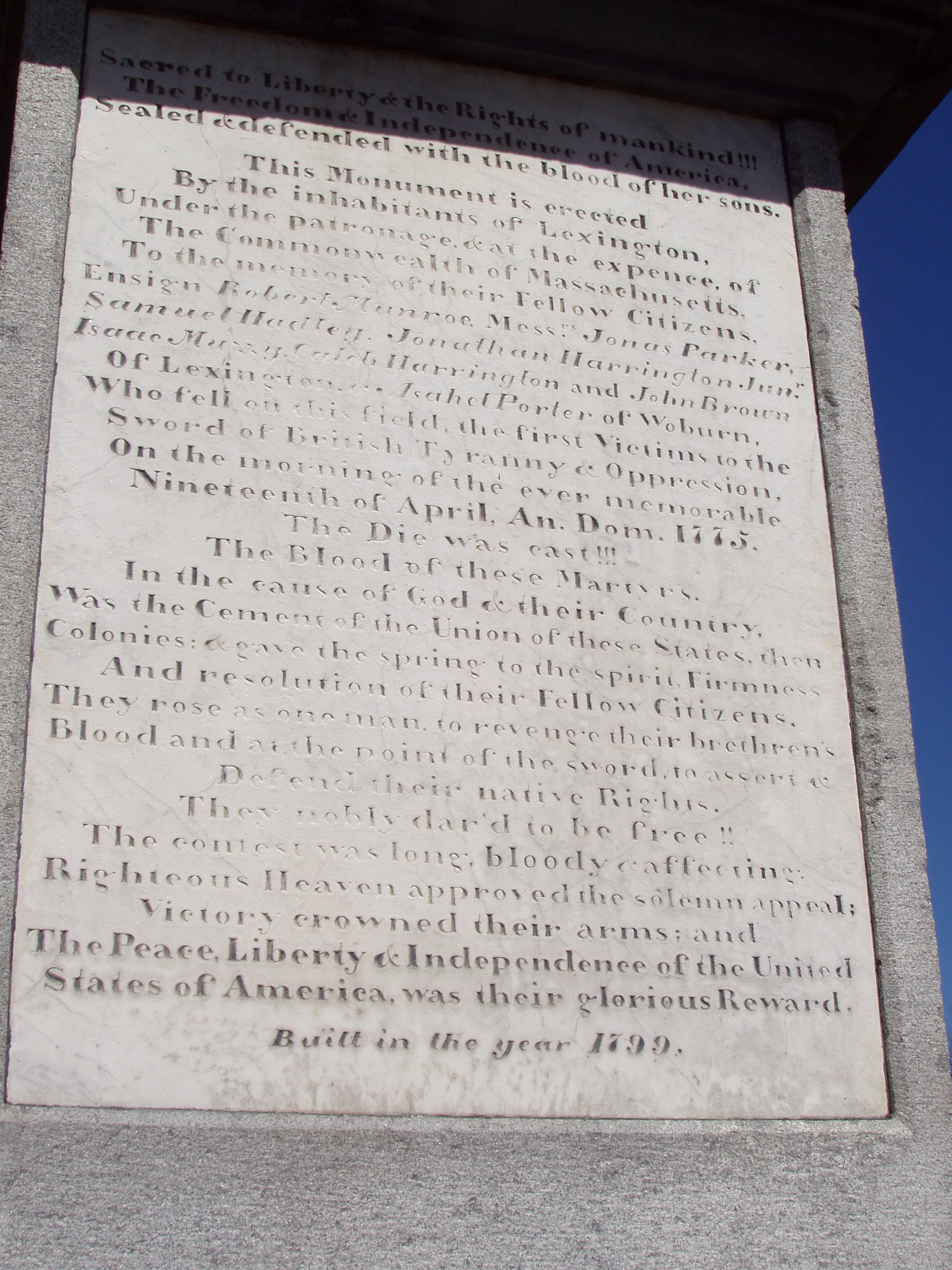
Inscripción en el Monumento Revolucionario de 1799
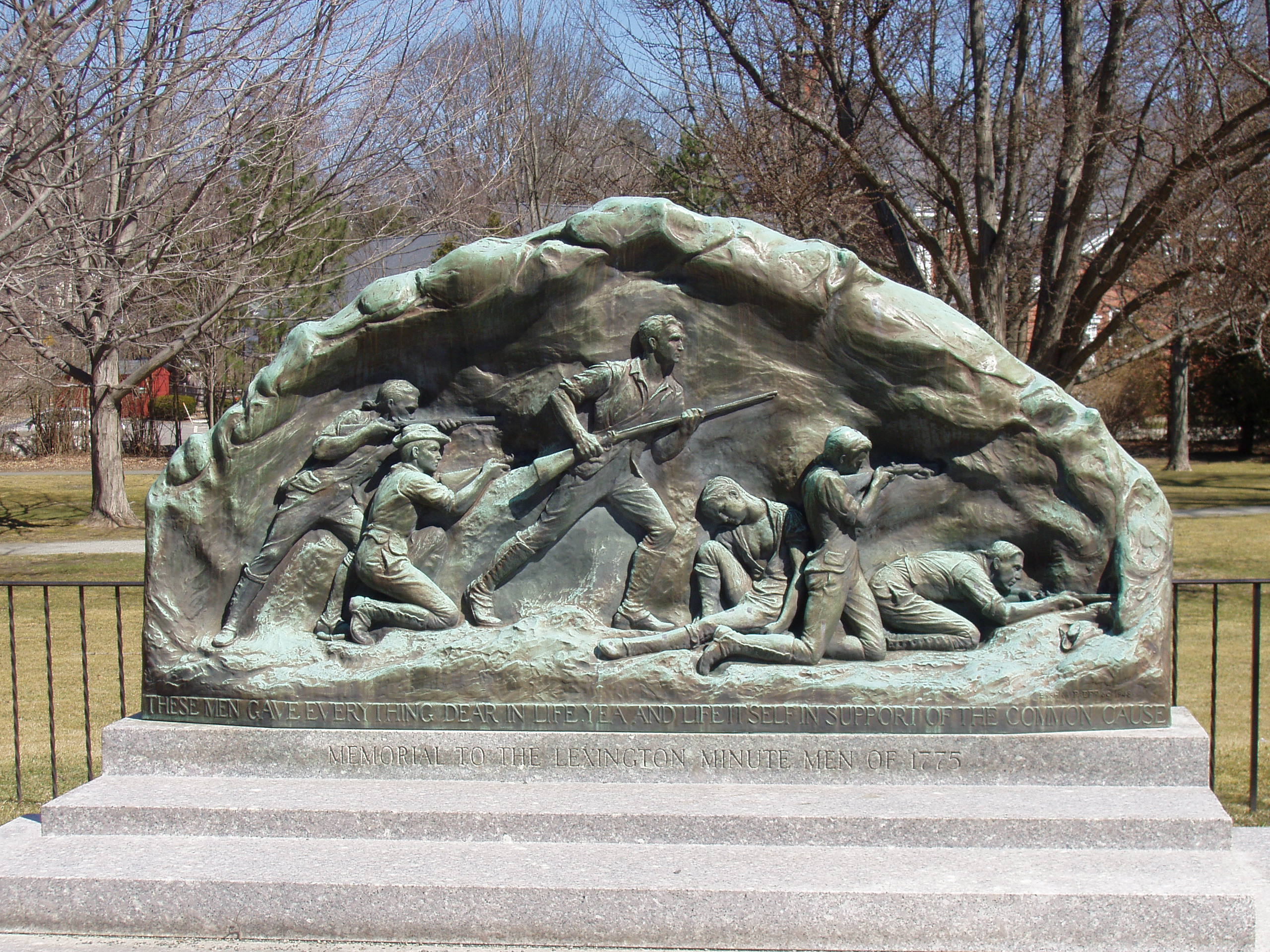
Monumento a los Lexington Minute Men (1948) de Bashka Paeff
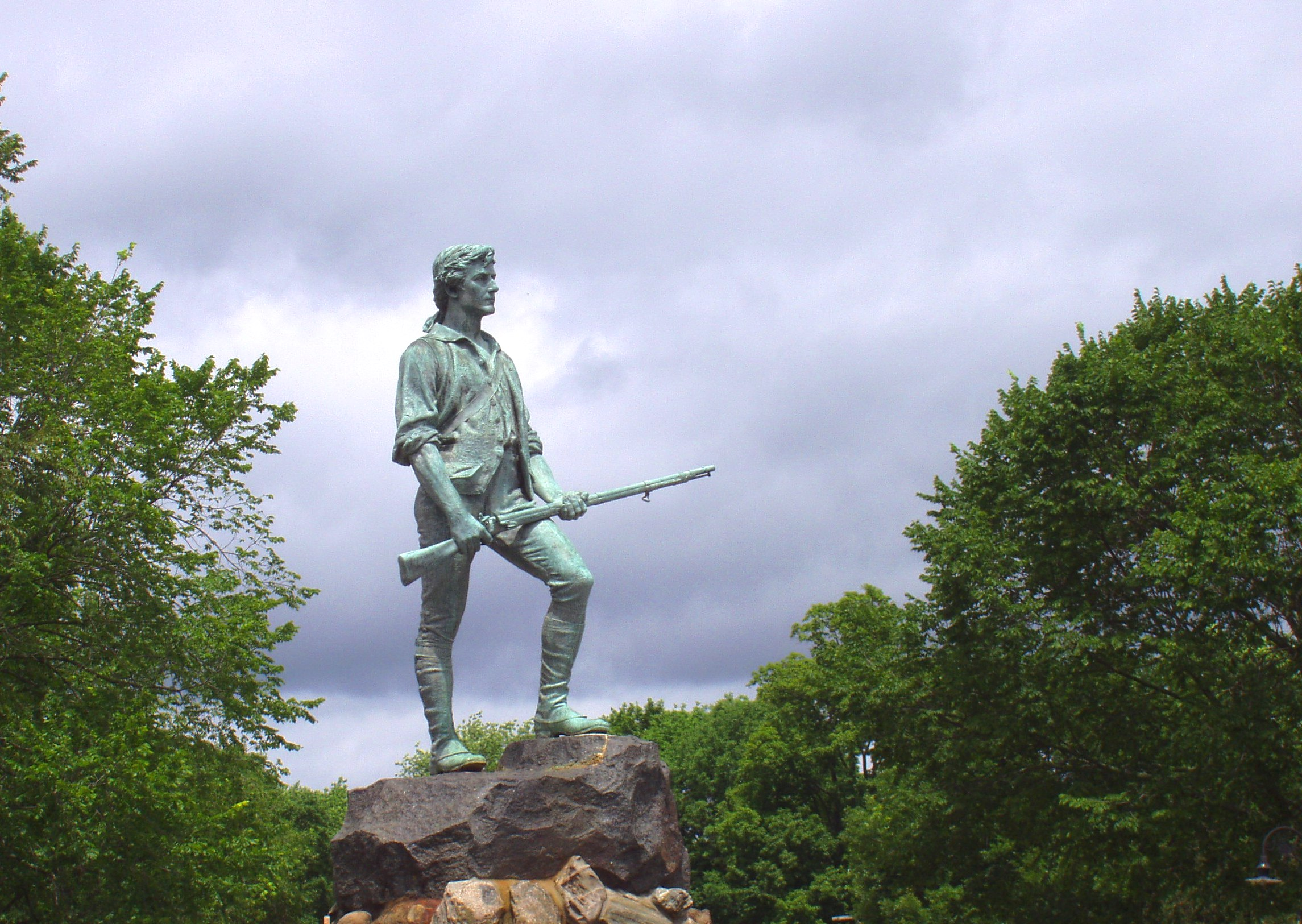
The Minuteman Statue (1899) de Henry Hudson Kitson